# Jack Whitney
Pour les articles homonymes, voir Whitney.
Jack Whitney est un ingénieur du son américain né le 21 février 1905 dans l'Iowa et mort le 2 novembre 1992 à San Diego (Californie).

## Filmographie
- 1940 : Le Voleur de Bagdad (The Thief of Bagdad An Arabian Fantasy in Technicolor) de Ludwig Berger, Michael Powell et Tim Whelan
- 1940 : Howard le révolté (The Howards of Virginia) de Frank Lloyd
- 1941 : Lady Hamilton (That Hamilton Woman) d'Alexander Korda
- 1942 : Friendly Enemies d'Allan Dwan
- 1943 : Les bourreaux meurent aussi (Hangmen Also Die!) de Fritz Lang
- 1944 : C'est arrivé demain (It Happened Tomorrow) de René Clair
- 1945 : L'Homme du Sud (The Southerner) de Jean Renoir
- 1947 : La Brigade du suicide (T-Men) d'Anthony Mann

## Distinctions

### Récompenses
- 1941 : Oscar des meilleurs effets sonores pour Le Voleur de Bagdad
- 1942 : Oscar du meilleur mixage de son pour Lady Hamilton

### Nominations
- Oscar du meilleur mixage de son
  - en 1941 pour Howard le révolté
  - en 1943 pour Friendly Enemies
  - en 1944 pour Les bourreaux meurent aussi
  - en 1945 pour C'est arrivé demain
  - en 1946 pour L'Homme du Sud
  - en 1948 pour La Brigade du suicide